# (52975) Киллар
(52975) Киллар (др.-греч. Κυλλαροσ) — астероид из группы Кентавров, который был открыт 12 октября 1998 года в обсерватории Китт-Пик и назван в честь Киллара, одного из кентавров в древнегреческой мифологии.

Орбита астероида Киллар и его положение в Солнечной системе

Этот астероид обладает наиболее слабым спектром среди всех известных объектов пояса Койпера. Последний раз проходил через перигелий в сентябре 1989 года.